# 郑少东
郑少东（1958年11月—），广东汕头市潮阳区金浦镇人，中华人民共和国政治人物。

## 简历
早年从警，后升任广东刑警总队副总队长，2004年12月，任广东省公安厅常务副厅长。2005年，任公安部经侦局长。2005年4月，晋升为公安部部长助理、一级警监。2009年1月12日，中央纪委办案人员将公安部部长助理、经济犯罪侦察局局长郑少东，实施“双规”审查。。2012年9月14日，顾雏军在北京举行了出狱后的首次媒体发布会，宣称自己无罪，并举报证监会前副主席范福春、证监会广东证监局局长刘兴强、前公安部部长助理郑少东、广东省副省长陈云贤四人贪赃枉法。同年，因贪污受贿罪，被判死刑缓期执行。